# Odiami
Odiami è un brano musicale del gruppo musicale italiano Modà, pubblicato il 24 febbraio 2017 come il secondo singolo estratto dalla riedizione del loro sesto album in studio Passione maledetta.

## Video musicale
Il video ufficiale del brano, pubblicato il 23 febbraio 2017 su YouTube e realizzato in bianco e nero, vede i membri del gruppo cimentarsi in alcuni sport e attività, tra i quali il pugilato, con il cantante Kekko Silvestre che ripercorre le movenze tipiche di Rocky Balboa sul ring.

## Classifiche
| Classifica (2017)         | Posizione massima |
| ------------------------- | ----------------- |
| Italia (airplay)          | 28                |
| Italia (airplay italiane) | 12                |